# Helena z Udine
Helena z Udine (ur. 1396 w Udine, zm. 23 kwietnia 1458 tamże) – włoska tercjarka augustiańska i błogosławiona Kościoła katolickiego.

## Życiorys
Jako młoda dziewczyna wyszła za mąż za urzędnika miasta Udine Antonia Cavalcanti. Z tego związku urodziła sześcioro dzieci. Po śmierci męża stała się pierwszym członkiem Trzeciego Zakonu Augustianów w Udine. Zmarła 23 kwietnia 1458 w wieku 62 lat. Jej szczątki zostały pochowane w pierwszym kościele augustianów św. Łucji, a później jej ciało przeniesiono do katedry Udine. Beatyfikował ją papież Pius IX w 1848 roku.